# Кладония листоватая
Кладо́ния листова́тая (лат. Cladonia foliacea)  — вид лишайников рода Кладония (Cladonia) семейства Кладониевые (Cladoniaceae).

## Описание
Таллом горизонтальный, состоящий из чешуек длиной 4—5 мм и 1—5 мм шириной. Чешуйки глубоко разрезанные, сверху желтоватого или сизого цвета, а снизу  — бледно-желтоватого. Подеции высотой 0,5—1,5 см, цилиндрической формы, образуются редко. Апотеции коричневые, расположены по краям сциф.
Фотобионт  — зелёная водоросль Трентеполия.
Ксерофит и мезофит. Обитает на гумусовых и карбонатных почвах; встречается в верещатниках, степях, полупустынях.

## Ареал
В России встречается в Арктике, в европейской части, на Кавказе и Дальнем Востоке. За рубежом обитает в Европе, Малой Азии,
Монголии, Индии, Северной Африке.

## Охранный статус
Вид занесён в Красные книги Калмыкии, Башкирии, Марий Эл, Ростовской области, Белгородской области, Московской области, Воронежской области, Липецкой области.
Вид отмечен на территории нескольких Особо охраняемых территорий России
.